# Seulawah Agam
Seulawah Agam je v současnosti nečinný stratovulkán na severním okraji indonéské Sumatry. Rozkládá se ve starší, pleistocenní kaldeře Lam Teuba. Svahy hory jsou pokryty hustým lesním porostem a vrchol je ukončený 600 m širokým kráterem. Na vícero místech vulkánu se vyskytují aktivní fumaroly. Poslední erupce Seulawah Agam se odehrála roku 1839.
Sopka vznikla v období pleistocénu až holocénu. V samotné kaldeře Lam Teuba spočívá další a její rozměry činí 8×6 km. Seulawah Agam obsahuje několik vrcholů: současný sopečný kužel, několik sedimentárních vrcholů a starých kuželů. První jmenovaný tvoří depozita lávových proudů a pyroklastických proudů. Na vulkánu se nacházejí tři krátery. Tanah Cempago je snadno rozpoznatelný, zatímco ostatní dva jsou pokryty bujnou vegetací.
Od ledna 2013 vykazuje Seulawah Agam známky obnovující se sopečné činnosti, neboť se v okolí sopky zaznamenaly seismické otřesy.